# Margaret Cavendish
Margaret Cavendish, nata Margaret Lucas (Colchester, 1623 – Welbeck Abbey, 15 dicembre 1673), è stata una scrittrice, filosofa, saggista e drammaturga inglese.
Fu tra le prime donne a pubblicare le proprie opere e ad occuparsi di filosofia: prima del Seicento, entrambi i campi erano prerogativa maschile.

## Biografia
Nasce nei pressi di Colchester, ultima di otto figli. A soli due anni le muore il padre: la madre le dà un grande esempio di indipendenza. Nel 1642 si trasferisce con la famiglia a Oxford e l'anno dopo diventa damigella di compagnia della regina Enrichetta Maria. Fuggita a Parigi con la regina durante la rivoluzione inglese, lì conobbe William Cavendish, I duca di Newcastle, che la sposò in seconde nozze nel 1645, malgrado avesse oltre trent'anni più di lei. William Cavendish ospita una società di discussione scientifica nel suo salotto, nota come il "Circolo Newcastle", di cui fecero parte tra gli altri Cartesio, Thomas Hobbes, e Pierre Gassendi. Margaret partecipò solo come spettatrice, ma volle cimentarsi nel dibattito attraverso varie opere scientifiche, per esempio Grounds of Natural Philosophy.
Nel 1648 si trasferisce ad Anversa e l'anno dopo, in seguito all'esecuzione di Carlo I d'Inghilterra William Cavendish viene ufficialmente esiliato. Nel 1651 Margaret cerca di ottenere la restituzione dei beni confiscati dal governo di Oliver Cromwell, con una visita ufficiale a Londra. Non ottiene ciò che vuole, ma diventa una personalità pubblica a cui si interessano molte persone, tra cui Samuel Pepys, che parla spesso di lei nel suo Diario.
Inoltre, durante il suo soggiorno nella capitale inglese, Margaret inizia a pubblicare una grande quantità di opere letterarie: prima di allora nessuna donna inglese aveva mai scritto tanto. Nei suoi libri Margaret parla di potere, gender, metodo scientifico e filosofia. Il suo racconto utopico The Blazing World è considerato uno dei primi esempi di fantascienza. Nel 1660 i coniugi Newcastle tornano in patria e si stabiliscono a Welbeck Abbey, nel Nottinghamshire. Nel 1665 Carlo II nomina William Cavendish duca di Newcastle-upon-Tyne, di cui fino a quel momento era stato solo earl.
La Cavendish chiese molte volte di poter assistere a una delle sessioni di lavoro della Royal Society. Ci riesce nel 1667, suscitando un grande clamore. Muore sei anni dopo e viene sepolta nell'Abbazia di Westminster. I suoi scritti furono poi curati dal marito, che li ripubblicò nel 1676, poco prima di morire.

## Opere

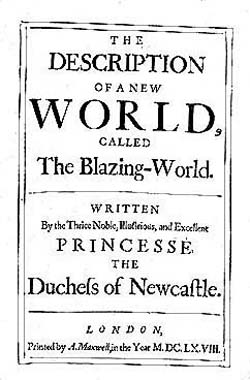
The Blazing World (1666)

Molte opere furono ripubblicate nel 1676 sotto il titolo di Letters and Poems in Honour of the incomparable Princess Margaret, Duchess of Newcastle.
- Poems and Fancies (1653)
- Philosophical Fancies (1653)
- World's Olio (1655)
- Nature's Pictures drawn by Fancies Pencil to the Life (1656)
- A True Relation of my Birth, Breeding, and Life (1656)
- Orations (1662)
- Plays (1662)
- Sociable Letters (1662)
- Philosophical Letters (1662)
- Observations upon Experimental Philosophy (1666)
- The Blazing World (1666); tr. Il mondo sfavillante, a cura di Nicolosi M. G., CUECM, 2008. ISBN 8895104552
- Life, biografia di William Cavendish (1667)
- Plays Never Before Published (1668)
- The Convent of Pleasure (1668)

## Pensiero filosofico
Come filosofa naturalista, Margaret Cavendish rifiutò l'aristotelismo e la filosofia meccanicistica del Seicento. Criticò le teorie dei membri della Royal Society e anche Thomas Hobbes, Cartesio e Robert Boyle.

## A True Relation of my Birth, Breeding, and Life(1656)
Le memorie autobiografiche di Margaret Cavendish A True Relation of my Birth, Breeding, and Life in aggiunta alla sua raccolta Natures Pictures Drawn by Fancies Pencil to the Life del 1656: si riferiscono al suo lignaggio, al suo status sociale, alla sua educazione, la sua fortuna e al suo matrimonio. All'interno delle sue memorie Cavendish descrive anche gli usi e i passatempi della sua vita e offre un resoconto della sua personalità e della sua ambizione, compresi i suoi pensieri sulla sua estrema timidezza, sulla sua natura contemplativa e sui suoi scritti. La Cavendish inoltre condivide le sue visioni sulla sessualità (comportamento e attività appropriati), sulla politica (contrapposizione tra parlamento e realisti) e sulle classi sociali (il giusto comportamento dei servitori). In definitiva le memorie della Cavendish permettono al lettore di penetrare nella vita e nell'arte dell'autrice esattamente come lei avrebbe voluto.
Nelle sue memorie Cavendish descrive la vita, gli svaghi e la morte dei genitori e dei fratelli così come di suo marito e di altri parenti. Cavendish poi imputa le difficoltà economiche e personali che lei e la sua famiglia dovettero affrontare, come la perdita di terreni e la morte, alla guerra e alle alleanze politiche. Alcuni particolari delle sue memorie sono riportati di seguito.
Lignaggio
Cavendish dichiara che suo padre era un gentiluomo, sebbene non avesse titoli. Dopo aver ucciso un uomo in duello suo padre fu esiliato, ma fu infine graziato da re James. I suoi genitori ebbero otto figli (tre maschi e cinque femmine), di cui Margaret era la più piccola. La famiglia Cavendish possedeva una considerevole fortuna. L'autrice sostiene che perfino dopo la morte del padre la sua famiglia godette della stessa qualità di vita di cui godeva quando egli era ancora vivo.
Educazione e buone maniere
Cavendish osserva che la madre utilizzava la ragione anziché le minacce per influenzare il comportamento dei suoi figli. Mentre l'autrice sottolinea che lei non era molto interessata allo studio e aveva scarsa memoria, insieme alle sue sorelle fu istruita in diverse materie, tra cui la lettura, la scrittura, la musica e il cucito. Cavendish osserva comunque che la preoccupazione principale della madre era che lei e le sue sorelle fossero virtuose e sostiene che anche i suoi fratelli furono allevati per diventare altrettanto virtuosi, dimostrandosi leali, valorosi, giusti e onesti.
Damigella d'onore della regina Enrichetta Maria
Quando la regina Enrichetta Maria era a Oxford, Cavendish ottenne il permesso dalla madre di diventare una delle sue damigelle d'onore e accompagnò la regina nel suo esilio in Francia. Questo portò per la prima volta la Cavendish lontano dalla sua famiglia. L'autrice racconta che mentre in compagnia dei fratelli era sempre stata sicura di sé, tra estranei divenne estremamente timida. L'autrice spiega come temesse di parlare o comportarsi inappropiatamente senza la guida dei fratelli, cosa che avrebbe contrastato la sua ambizione di essere ammirata e ricevuta. Parlava solo se strettamente necessario e quindi iniziò a essere considerata come una pazza. Cavendish giustifica il suo comportamento, dicendo che preferiva essere considerata una pazza piuttosto che sembrare sgarbata o eccessiva.
Rimpiangendo di aver lasciato la sua casa per diventare damigella d'onore, Cavendish informò la madre di voler abbandonare la corte. Sua madre tuttavia la persuase a rimanere piuttosto che cadere in disgrazia fuggendo e la rifornì di mezzi che eccedevano le normali esigenze di una cortigiana. L'autrice rimase damigella d'onore per altri due anni, finché sposò William Cavendish che all'epoca era marchese di Newcastle (e più tardi fu fatto duca). Cavendish riporta che il marito amava la sua timidezza e racconta inoltre che lui era l'unico uomo che avesse mai amato, non per il titolo, la ricchezza o il potere, ma per il merito, la giustizia, la gratitudine, l'impegno e la fedeltà ed è convinta che questi siano attributi capaci di tenere insieme le persone anche nella disgrazia. Inoltre essa considera queste qualità del marito e della sua famiglia come un sostegno necessario a sopportare le sofferenze che sperimentarono a causa delle loro alleanze politiche.
Difficoltà economiche
Qualche anno dopo il matrimonio, la Cavendish e il fratello di suo marito, Sir Charles Cavendish, tornarono in Inghilterra. Cavendish sentì che le proprietà di suo marito (confiscate per via della sua fedeltà ai realisti) stavano per essere vendute e che lei, in quanto moglie, poteva sperare di trarre guadagni dalla vendita. Cavendish, comunque, non ricevette nulla. Essa ci tiene a precisare che mentre molte donne pretendevano somme in denaro, lei dopo aver fatto un'unica richiesta, che le fu negata, decise che non valeva la pena di sforzarsi in tal senso. Dopo un anno e mezzo Cavendish lasciò l'Inghilterra per stare con il marito.
Estrema timidezza
Cavendish dichiara di essere sempre stata timida e dice di non vergognarsi della sua intelligenza, del suo aspetto, della sua nascita, della sua educazione, delle sue azioni, dei suoi mezzi o del suo comportamento, ma di avere una timidezza innata. Nonostante i suoi sforzi, sostiene di non riuscire a essere meno timida. Dichiara che la sua timidezza riguardava il numero e non il tipo di persone a cui si rivolgeva, e rivela poi come immaginasse che la gente che incontrava fosse virtuosa e saggia e come fosse convinta che queste persone la ricevessero con meno prepotenza delle altre. Il disagio maggiore riguardo alla timidezza consisteva nel fatto che questa influenzava il suo modo di parlare e di comportarsi in modo da farla sembrare costretta. Questo in qualche modo contraddice la sua osservazione precedente sulla timidezza a corte dovuta, in parte, alla sua paura di esprimersi male o agire in modo inappropriato.
Scrivere
Durante la sua permanenza di un anno e mezzo in Inghilterra, Cavendish scrisse un libro di poesie (vedi Poems and Fancies di seguito) così come Philosophical Fancies (1653). Cavendish afferma di scribacchiare piuttosto che scrivere. Le sue storie spesso sono serie o melanconiche e afferma di raccontarle a voce alta prima di metterle per iscritto, in modo da fissarle e riportarle meglio. Cavendish osserva inoltre che la sua grafia è difficile da leggere, data la sua rapidità di stesura, necessaria per catturare le sue idee non appena esse prendono forma e afferma che molte sue fantasie sono andate perdute prima di essere fissate sulla carta. Cavendish osserva inoltre che perfino la sua migliore grafia è difficile da leggere, cosa che rappresenta un problema quando il suo lavoro è pronto per essere pubblicato. Tuttavia Cavendish si diverte a scrivere, attività che lei collega alla sua predilezione per la contemplazione, la solitudine, la melanconia, rispetto alla conversazione, alla compagnia, alla gioia e al cucito. Mentre si presenta come una donna timida, contemplativa e molto solitaria, Cavendish dichiara di uscire di tanto in tanto, in parte per acquisire nuovo materiale su cui pensare e scrivere. Nel complesso, comunque, Cavendish osserva che la sua natura contemplativa sfociò in una vita piuttosto inattiva.
Moda e fama
Nelle sue memorie Cavendish afferma di divertirsi a reinventare se stessa attraverso la moda. Il suo scopo era quello di apparire unica nell'abbigliamento, nel modo di pensare e di comportarsi e non amava vestire allo stesso modo delle altre donne. Inoltre l'autrice esprime il desiderio di raggiungere la fama. Numerosi passaggi delle sue memorie si soffermano sul suo carattere virtuoso e afferma che pur riconoscendo la bontà negli altri, riteneva possibile sperare di poter essere migliore di loro. Cavendish dice di sperare in un successo duraturo e dice inoltre di aspettarsi molte critiche per la sua decisione di scrivere delle memorie, a cui risponderà dicendo che ha deciso di scriverle per se stessa e non per diletto, in modo che le generazioni successive abbiano un vero resoconto della sua famiglia e della sua vita. Si sentiva giustificata nello scrivere le sue memorie come l'avevano fatto altri, come Cesare e Ovidio, e si considerava, in qualche modo, simile a loro.

## Poems and Fancies(1653)
Poems and Fancies è una collezione di poemi, epistole e brani in prosa scritti da Cavendish su una varietà di temi. Gli argomenti che affronta nella sua poesia includono la filosofia naturale, gli atomi, la natura personificata, macro e microcosmi, gli altri mondi, la morte, la battaglia, la caccia, l'amore, l'onore e la fama. I suoi poemi a volte assumono la forma di dialoghi tra cose come la terra e l'oscurità, una quercia e un uomo che la sta tagliando, la melanconia e la gioia, la pace e la guerra. Come notato da Mistress Toppe (vedi in basso), un'amica di Cavendish, i suoi scritti diventano finzione poetica, istruzioni morali, opinioni filosofiche, dialoghi, discorsi e racconti in versi.
Poems and Fancies include anche The Animal Parliament, un brano in prosa composto principalmente da discorsi e lettere. La raccolta si conclude con i pensieri di Cavendish sulla sua scrittura e un annuncio che promuove la pubblicazione successiva.
L'intento autoriale di Cavendish
Cavendish conclude la raccolta affermando che è consapevole di non scrivere in modo elegante e che il fraseggio e la collocazione delle parole saranno probabilmente oggetto di critica. Confessa di aver avuto difficoltà nel creare rime che comunicassero il significato voluto. In breve, Cavendish afferma di aver faticato per mantenere il significato a spese dell'eleganza, dato che il suo obiettivo era quello di riuscire a comunicare le sue idee; si aspetta inoltre che il suo lavoro sarà criticato perché non è utile o materiale e a queste accuse risponde di scrivere non per istruire i suoi lettori nelle arti, nelle scienze o nelle divinità, ma per passare il tempo, convinta di fare migliore uso del suo tempo, rispetto a molti altri. Cavendish ritorna a queste affermazioni in tutte le epistole e nei poemi.
Epistole con dedica'
Al pari di autori come Aphra Behn e William Wordsworth, Cavendish rivela molto del pubblico a cui si rivolge, scrivendo i suoi propositi e la sua filosofia nelle prefazioni, nei prologhi, negli epiloghi e nelle epistole al lettore. Cavendish scrisse diverse dediche epistolari per Poems and Fancies. Le epistole spesso giustificano la sua scrittura, sia con la sua decisione di scrivere in un'epoca in cui le donne non erano incoraggiate a farlo, sia con le tematiche prescelte. Cavendish usa le lettere per istruire i lettori su come dovrebbero leggere e rispondere alla poesia, spesso invitando i suoi sostenitori a lodare l'opera e i suoi detrattori al silenzio. Cavendish utilizza le epistole per richiamare l'attenzione sulla sua opera e scusarsi delle sue potenziali debolezze. Le lettere sono dirette a un pubblico specifico e variano di conseguenza. Quello che segue è un resoconto di diverse lettere di cavendish tratte da Poems and Fancies.
Filatura mentale
Nella dedica epistolare a Sir Charles Cavendish, suo cognato, Cavendish paragona la scrittura delle poesie alla filatura mentale. Sostiene che mentre normalmente si pensa che per le donne sia più appropriato filare che scrivere, lei è più brava nella scrittura. Si tratta di un'occasione tra tante in cui Cavendish richiama l'attenzione sui ruoli stereotipati delle identità sessuali, come l'idea che le donne debbano filare anziché scrivere e poi spiega le ragioni per cui non essere d'accordo. In questa lettera Cavendish spesso utilizza metafore per descrivere la sua scrittura in termini di doveri o interessi femminili stereotipati, come la filatura, la moda e la maternità. Mentre l'autrice critica la propria opera, afferma che essa apparirà migliore se Sir Charles Cavendish la guarderà con favore. Cavendish spesso fa appello al lettore perché apprezzi i suoi scritti, affermando che se apprezzati essi appariranno un poco migliori. Conclude congratulandosi per la carità e la generosità di Charles.
La ricerca della fama
Nella sua lettera indirizzata alle donne nobili e facoltose, così come in molte altre, Cavendish esprime in maniera diretta il suo desiderio di fama. L'aiutrice afferma di non essere interessata che le persone importanti apprezzino i suoi scritti, finché una grande maggioranza mostra di farlo. Cavendish spesso assume una posizione difensiva nelle sue lettere, giustificata in questo caso dalla convinzione di aspettarsi critiche femminili e maschili non solo sulla sua opera ma anche sulla pratica di scrivere in sé, dato che le donne non erano incoraggiate a intraprendere questa carriera. A questo, Cavendish risponde che le donne impegnate a scrivere non si comporteranno in modo inadeguato e non spettegoleranno. Nonostante si aspetti delle critiche da parte delle donne, essa invoca il loro supporto in modo da poter ottenere onore e reputazione. Conclude dicendo che se dovesse fallire, si considererebbe una martire della causa delle donne.
In difesa della scrittura e della fama
Nell'epistola indirizzata a Mistress Toppe, Cavendish afferma che la ragione principale della sua scrittura è il suo desiderio di fama. Di nuovo, Cavendish riconosce la sua scrittura come una digressione dal canone accertato dei generi letterari e chiede che essa venga accettata. Mentre Cavendish parla della sua scrittura in metafore legate ad attività femminili domestiche o stereotipate, qui cerca di scusarsi per il suo desiderio di fama allontanando la sua ambizione da un ambito femminile. Descrive la sua ambizione come una ricerca di gloria, perfezione, apprezzamento, che, lei afferma, non sono per nulla femminili. Inoltre sottolinea come, pur scrivendo alla ricerca del successo, sia rimasta modesta e il suo onore intatto, anzi non ha mai fatto nulla per disonorare la sua famiglia. Cavendish attribuisce la sua fiducia in ciò che descrive come un'epoca di censure alla sua convinzione che non esista il male, ma solo un innocente desiderio di fama. Per quanto riguarda lo scrivere senza permesso Cavendish si scusa, affermando che è più facile chiedere perdono a fatto compiuto, che non ottenere prima il permesso. Essa antepone la scrittura al pettegolezzo, che considera una comune attività femminile negativa e ritiene che la scrittura sia in un passatempo relativamente innocente. Riconosce i suoi libri come esempi tangibili della contemplazione e contrappone le sue idee che ritiene innocenti a pensieri selvaggi che conducono a un agire indiscreto.
A questa lettera segue una risposta di Mistress Toppe in Poems and Fancies, dove apprezza Cavendish e le sue capacità di creazione poetica, istruzione morale, opinione filosofica, dialoghi, discorsi e racconti in versi.
Linguaggio, conoscenza ed errori
Cavendish include anche un'epistola indirizzata ai filosofi naturalisti che inizia con una considerazione sul linguaggio. Cavendish afferma di non conoscere bene altre lingue e di avere in realtà anche una parziale conoscenza dell'inglese e sottolinea questi fatti come la ragione della sua ignoranza riguardo alle opinioni e ai discorsi che la precedono. Quindi considera qualsiasi errore possa fare come triviale e afferma di non volere che i suoi testi vengano considerati veri, perché il suo scopo è stato quello di passare il tempo e si aspetta che la sua opera venga letta per lo stesso motivo. In questa lettera troviamo anche la spiegazione del perché lei scriva in versi. L'autrice dice che si pensa che i poeti scrivano racconti e che questi siano connessi al divertimento e non alla verità. Perciò ci si aspetta che la poesia contenga degli errori. Cavendish si lamenta perché la sua opera non è più divertente e avverte i lettori di saltare qualunque parte a loro non piaccia.
Scrivere per passare il tempo
Nella sua lettera al lettore Cavendish afferma che, non avendo figli, né alcuna proprietà, almeno per un periodo, si è ritrovata con molto tempo libero. Cavendish perciò non si dedica a lavori di casa, ma riempie il suo tempo con la scrittura. Dice che una buona amministrazione per quanto riguarda la poesia corrisponde a una fantasia ben ordinata composta da un linguaggio raffinato, da frasi adeguate e parole significative. Cavendish si scusa per gli errori che potrebbero trovarsi nella sua opera, dovuti alla sua giovane età e all'inesperienza e spiega di aver scritto solo per distrarsi dai pensieri del marito e dalle difficoltà. Questo contraddice l'affermazione di scrivere per la fama. Paragonando ancora una volta la sua opera ai ruoli femminili accettati Cavendish accosta la sua opera a un bambino e dice che il bambino/libro è innocente, giovane, educato, timido e sensibile e che il lettore se non lo ama deve biasimare lei, l'autrice/madre, non il libro. Se però il libro piace, allora Cavendish si aspetta chiaramente la fama.